# Autostrada A2 (Croația)
Autostrada A2 (în croată Autocesta A2) este o autostradă din regiunea Hrvatsko Zagorje⁠(hr)[traduceți] din nordul Croației, ce leagă Zagrebul de punctul de trecere a frontierei Macelj⁠(hr)[traduceți] către Slovenia. Autostrada A2 face parte din drumul european E59 și din coridorul pan-european Xa. Autostrada are 59,2 km de la frontiera cu Slovenia și până la nodul Jankomir de pe centura Zagrebului⁠(en)[traduceți], și asigură legătură rutieră pentru numeroase alte orașe în afară de Zagreb, între care se numără Krapina, Zabok și Zaprešić. Toate tronsoanele autostrăzii, cu excepția celui nord-estic dintre punctul de trecere a frontierei Macelj și Trakošćan, și cel sudic de lângă Zagreb, sunt cu plată în sistem închis.
Construcția autostrăzii a început în 1990, dar a avut loc o pauză lungă de un deceniu de la jumătatea anilor 1990 până în 2004 din cauza problemelor de finanțare, iar înființarea unei companii separate pentru dezvoltarea și operarea autostrăzii a făcut ca ea să fie terminată în 2007. În iulie 2011, întregul traseu al autostrăzii este terminat, și constă din sensuri separate cu două benzi pe sens, cu excepția unui segment foarte scurt, care are o singură bandă pe sens. Autostrada este operată de compania Autocesta Zagreb - Macelj⁠(en)[traduceți].
Autostrada deservește un volum considerabil de trafic pe tot parcursul anului; pe timp de vară, însă, traficul maxim este aproape dublu față de medie, întrucât el se intensifică din cauza turiștilor care călătoresc spre și dinspre stațiunile de la Marea Adriatică. Mai mult, secțiunile cele mai sudice ale autostrăzii deservesc și traficul periurban al Zagrebului.

## Descriere generală

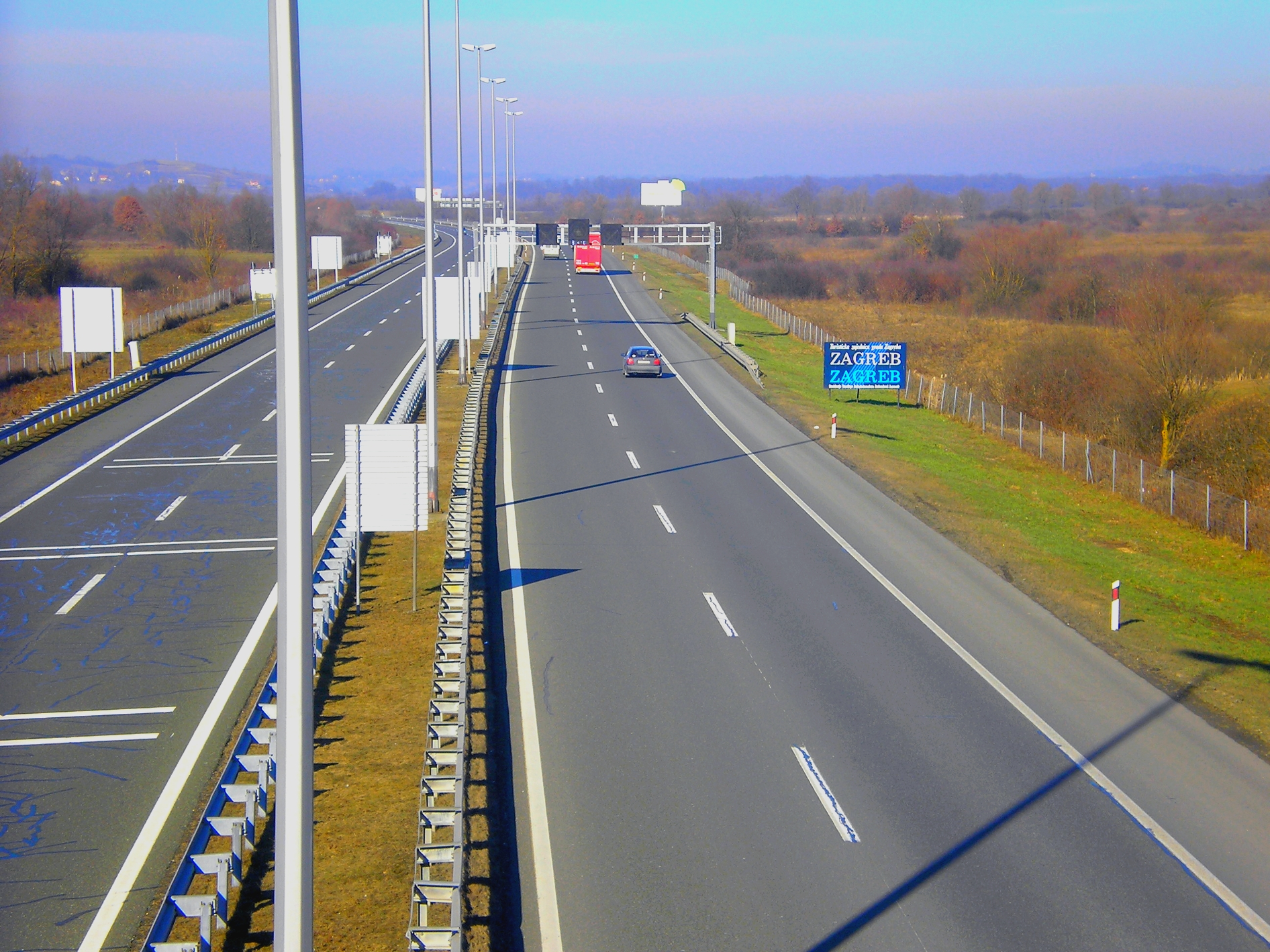
A2 lângă punctul principal de taxare de la Zaprešić

Autostrada A2 este o importantă rută de transport pe direcția nord–sud în Croația, legând capitala Zagreb, de Graz, Austria, prin Maribor, Slovenia, precum și de Viena și de alte destinații de pe ruta Pyhrn. Autostrada urmează un traseu prin regiunea Hrvatsko Zagorje. Parte a rețelei rutiere croate, autostrada face parte și din drumul european E59 Zagreb–Graz–Viena–Praga. Ea joacă un rol de importanță majoră pentru Croația în termeni de dezvoltare economică, în special pentru turism, ca rută de transport. Drumul deservește un trafic semnificativ turistic și de tranzit, legând segmentul de centură a Zagrebului al autostrăzii A3, care servește drept nod de distribuție a traficului dinspre sud fie către est pe A3 fie către sud pe A1, și vice-versa. De la Conferința Pan-Europeană de Transport de la Helsinki din 1997, autostrada face parte din coridorul pan-european Xa.
Autostrada are o lungime de 59,2 km de la punctul de trecere a frontierei Macelj către Slovenia până la nodul Zagreb–Jankomir de pe autostrada A3. Ruta deservește Zagrebul prin Ž1035 de la nodul Jankomir, Zaprešić prin D225, Zabok, Klanjec și Oroslavje prin D307, Sveti Križ Začretje prin D35, Krapina și Pregrada prin D206, Đurmanec prin D207 și Trakošćan prin D508. Șoseaua națională D1 urmează un traseu paralel, fără taxe, și mare parte a ieșirilor de pe autostradă se leagă direct de această șosea, trecând la D35, D206, D207 și D508 la mică distanță.
Autostrada A2 are cel puțin două benzi de circulație și o bandă de urgență pe fiecare sens pe întreaga sa lungime, cu excepția tunelurilor, unde sunt doar câteva puncte de oprire în caz de urgență. Toate nodurile sunt de tip „trompetă”, cu excepția nodului Jankomir care este de tip „trifoi”. De-a lungul autostrăzii sunt mai multe spații de servicii care furnizează diverse tipuri de servicii, de la simple parcări cu toalete la stații de benzină, restaurante și hoteluri. În 2011, autostrada avea șapte noduri cu acces la numeroase orașe și drumuri naționale. Ea este întreținută de compania Autocesta Zagreb–Macelj.
De-a lungul autostrăzii este instalat un sistem automat de monitorizare și dirijare. El efectuează operațiuni de măsurare, control și semnalizare efectuate de dispozitive amplasate în zonele în care condițiile de drum pot varia, cum ar fi nodurile, viaductele, podurile, tunelurile și zonele pasibile de ceață și vânt puternic. Sistemul utilizează indicatoare rutiere electronice modificabile pentru a comunica schimbarea condițiilor de drum, posibile restricții și alte informații pentru utilizatorii autostrăzii. Autostrada A2 străbate câmpiile și dealurile din regiunea Hrvatsko Zagorje, deși cele mai nordice porțiuni traversează un relief accidentat, ceea ce a necesitat construcția mai multor viaducte și tuneluri lungi.

## Taxe de utilizare

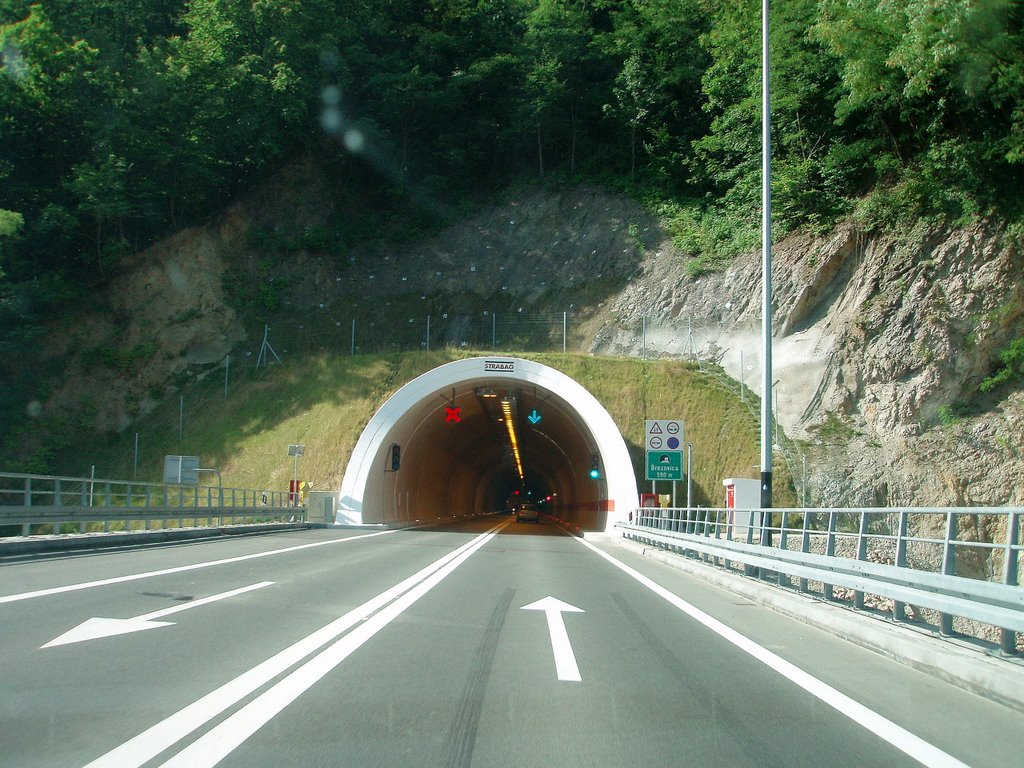
Tunelul Brezovica

A2 este o autostradă cu plată, pe baza clasificării vehiculelor în Croația, în sistem închis. În iulie 2011, taxele percepute pe ruta A2 între punctele de taxare Zaprešić și Trakošćan variau în funcție de distanța parcursă, de la 11 kuna (1,48 euro) la 42 kuna (5,64 euro) pentru autovehiculele de pasageri și între 47 kuna (6,31 euro) și 187 kuna (25,10 euro) pentru autovehiculele pentru transportul mărfurilor. Taxele sunt plătibile în kuna, în euro sau cu cardul bancar de debit sau de credit. Este în funcțiune și un sistem de colectare a taxei de autostradă prepaid. A2 este singura autostradă din Croația care nu permite utilizarea sistemului ENC—un sistem electronic utilizat de majoritatea autostrăzilor croate, prin care șoferii beneficiază de taxe reduse și benzi speciale la punctele de taxare. Pe lângă clasificarea vehiculelor la nivel național, operatorul autostrăzii are o categorie specială pentru motociclete, care sunt taxate cu sume între 7 kuna (0,94 euro) și 25 kuna (3,35 euro). Secțiunea cea mai sudică a autostrăzii, Jankomir–Zaprešić, nu este cu plată, făcând parte din centura Zagrebului.
Taxele colectate de compania Autocesta Zagreb–Macelj de pe autostrada A2 în primul trimestru al anului 2011 s-a ridicat la 27,7 milioane kuna (3,72 milioane euro); această perioadă nu include însă vârful de trafic din vară. În 2010, Autocesta Zagreb–Macelj colectase în total 166,9 milioane kuna (22,4 milioane euro) din taxele de utilizare a autostrăzii A2.

## Alte lucrări de construcție
În 2012, pe un segment de 3,7 km dintre Krapina și Đurmanec încă se circula pe un singur fir. Lărgirea acestui segment este planificată, iar guvernul croat a purtat negocieri în 2010 cu operatorul autostrăzii pe acest subiect. Extinderea urmează să dureze un an și să coste 50 de milioane de euro.

## Istorie
În anii '60, în Republica Socialistă Croația, care făcea parte din Republica Socialistă Federativă Iugoslavia, s-a decis la nivel guvernamental inițierea planificării unei noi infrastructuri rutiere. Prima propunere a unei autostrăzi care să facă legătura între Zagreb și Split a venit din partea lui Josip Roglić, pe atunci membru al Academiei Croate de Științe și Arte. În 1962, autoritățile locale din Split au făcut o nouă propunere, care a dus în 1966 la adoptarea unui plan de autostrăzi. Proiectul a fost realizat în 1967, iar acesta presupunea extinderea rutei de nord până în Maribor, Slovenia. Această extindere se folosea de același coridor aflat între Zagreb și Maribor—Autostrada Zagorje—un drum congestionat și nesigur cu două benzi și o intersecție care conecta mai multe orașe și localități din Zagreb și Maribor. Acest proiect reprezenta o îmbunătățire a drumului Zagreb–Maribor folosit încă din Evul Mediu. Planul a fost suspendat din cauza presiunilor politice care au urmat Primăverii Croate, fiind reluat în considerare abia după obținerea independenței față de Iugoslavia.
Prima porțiune a actualei autostrăzi A2 a fost cea dintre Jankomir și Zaprešić din 1990. Aceasta includea mai multe poduri și viaducte peste râul Sava și mai multe drumuri și căi ferate, fiind unul din cele mai scumpe proiecte de la acea vreme. În 1991, porțiunea de 7,4 km a fost extins cu 17 km până la Zabok. Lipsa fondurilor au dus la încetinirea lucrărilor. Următoarea porțiune a fost cea de 16,2 km, până la Velika Ves, la sud de Krapina, fiind finalizată în anul 1996, an în care s-a sistat proiectul.
În 1997, guvernul Croației și oficialitățile din Bavaria au decis să continue restul proiectului prin cofinanțare, precum și construirea podului Franjo Tuđman, fiind semnat un acord comun de investiții cu firma Walter Bau AG. În 2003, compania Autocesta Zagreb–Macelj a concesionat drepturile asupra autostrăzii. În 2004, Strabag a înlocuit compania Walter Bau AG. În 2006 a fost extinsă porțiunea dintre Jankomir și Zaprešić până la Krapina. În 2007, după 33 de luni definite de contracte, autostrada a fost finalizată cu excepția unei porțiuni scurte de drum în Krapina. Costurile autostrăzii s-au ridicat la 372 de milioane de euro. Cea mai mare porțiune a fost cea dintre Krapina și Macelj, de 20 km, care a costat 235 de milioane de euro.

## Volumul traficului

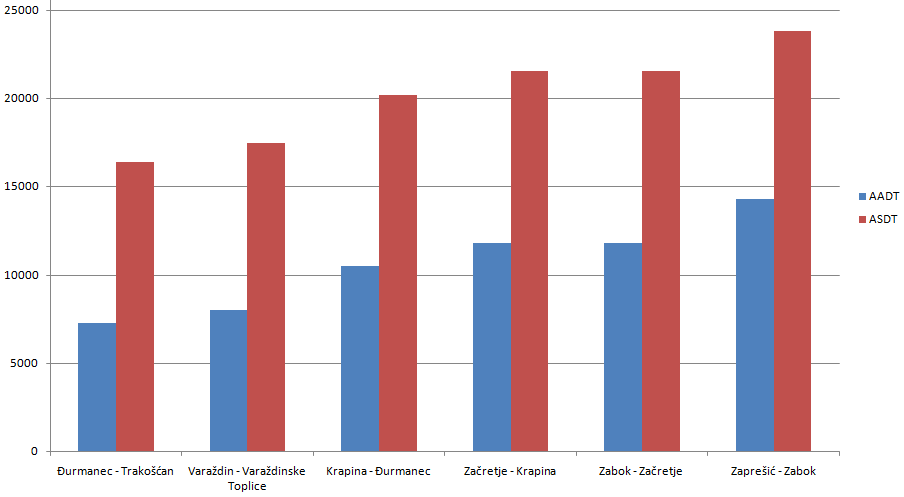
Volumul traficului pe A2 în 2010 pe fiecare segment

Traficul este contorizat regulat și raportat de Autocesta Zagreb–Macelj, operatorul autostrăzii, fiind publicat de Hrvatske Ceste. Cum volumul traficului se măsoară prin analiza taxelor de autostradă colectate, cea mai sudică porțiune de autostradă, Jankomir - Zaprešić, nu este inclusă în rapoarte, nefiind taxată. Totuși, cum acea secțiune face parte din centura Zagrebului, se consideră că pe ea traficul este mai mare decât pe orice altă secțiune a autostrăzii A2. În 2006, pe acolo circulau peste 22.000 de vehicule pe zi, iar volumul traficului a crescut considerabil după ce A2 a fost terminată în 2007.
Variațiile între volumul de trafic AADT (media zilnică pe tot anul) și ASDT (media zilnică pe timp de vară) sunt puse pe seama faptului că vara autostrada suportă un substanțial trafic turistic către stațiunile de la Marea Adriatică. În medie, secțiunea cu plată din autostrada A2 are cu 90% mai mult trafic ASDT decât AADT. Cea mai mare creștere, de 125%, a indicatorului ASDT față de AADT se observă pe tronsonul Đurmanec–Trakošćan.
| Volumul de trafic pe A2, detaliat |                      |        |        |                                             |
| Drum                              | Punct de contorizare | AADT   | ASDT   | Note                                        |
| A2                                | 1114 Đurmanec nord   | 7.307  | 16.425 | Între nodurile Đurmanec și Trakošćan.       |
| A2                                | 1113 Krapina nord    | 8.034  | 17.480 | Între nodurile Krapina și Đurmanec.         |
| A2                                | 1116 Začretje nord   | 10.539 | 20.213 | Între nodurile Začretje și Krapina.         |
| A2                                | 1115 Mokrice nord    | 11.813 | 21.566 | Între nodurile Zabok (Mokrice) și Začretje. |
| A2                                | 1904 Zaprešić nord   | 14.308 | 23.843 | Între nodurile Zaprešić și Zabok (Mokrice). |

## Spații de servicii

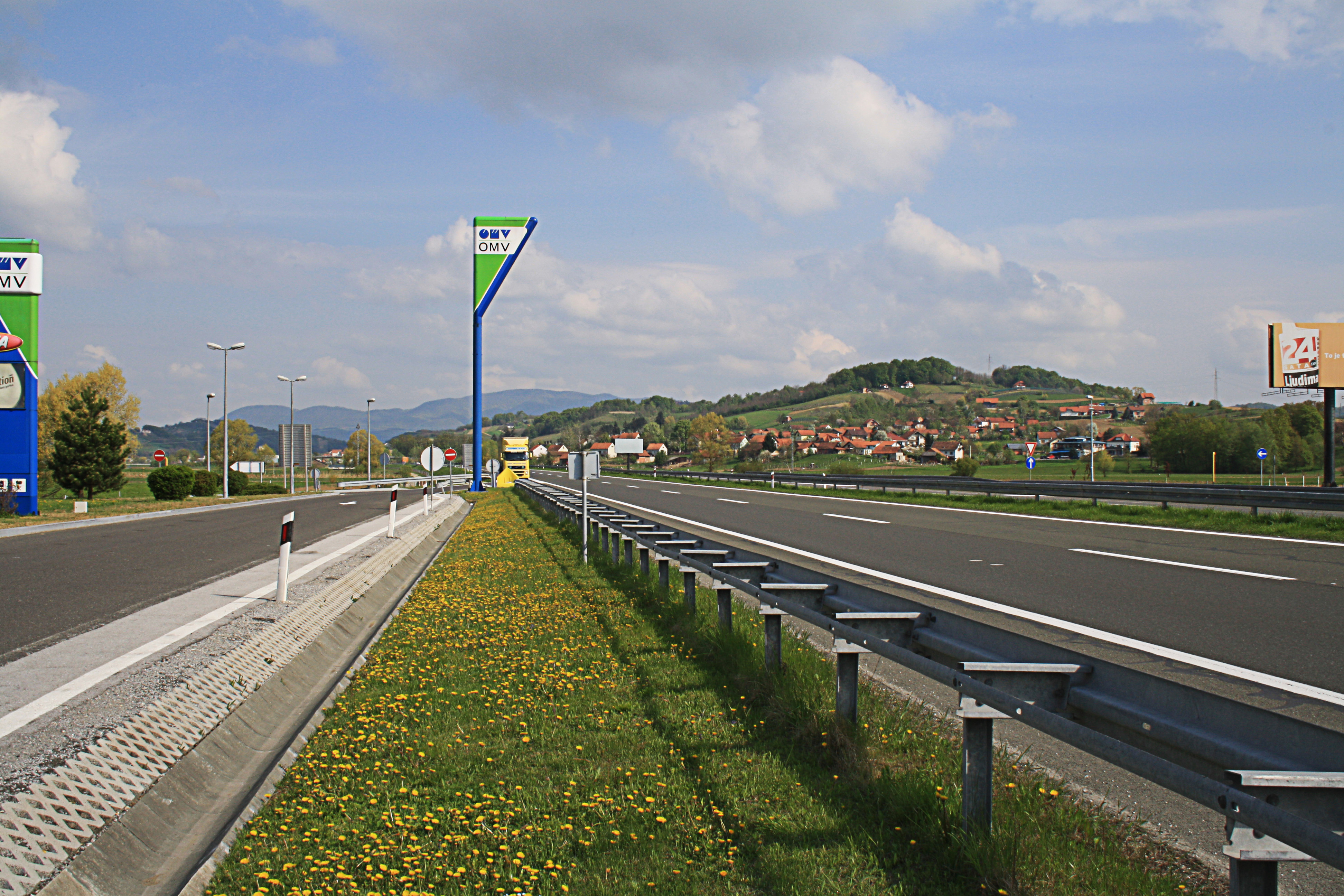
Sveti Križ Začretje

În iulie 2011, de-a lungul autostrăzii A2 existau trei spații de servicii. Legislația identifică patru tipuri de spații de servicii, clasificate cu litere de la A la D: spațiile de servicii de tip A cuprind o gamă completă de servicii, inclusiv benzinărie, restaurant și hotel sau motel; cele de tip B nu au hotel și nici motel; cele de tip C sunt foarte frecvent întâlnite și cuprind o benzinărie și o cafenea, dar nu restaurant și nici spații de cazare; cele de tip D sunt simple parcări cu toaletă, eventual cu mese și bănci. Majoritatea spațiilor de servicii de pe A2 respectă acest sistem de clasificare, deși unele oferă servicii suplimentare. Multe benzinării au și mici magazine cu autoservire, iar unele oferă și combustibil GPL.
Principalul operator al autostrăzii, Hrvatske autoceste (HAC), închiriază spațiile de servicii de tipul A, B și C diferiților operatori prin contracte publice. În iulie 2011, există doi astfel de operatori de spații de servicii pe autostrada A2: INA și OMV. Operatorilor spațiilor de servicii nu li se permite să subînchirieze serviciile de furnizare de combustibil. Spațiile de servicii de pe autostrada A2 sunt accesibile din ambele direcții ale autostrăzii și funcționează 24 de ore pe zi, 7 zile pe săptămână.
| List of A2 motorway rest areas           |      |                     |          |     |                                                                              |
| Canton                                   | km   | Nume                | Operator | Tip | Note                                                                         |
| Krapina‑Zagorje                          | 4,1  | Lepa Bukva          | INA      | C   | Benzinărie cu combustibil Diesel și benzină, cafenea și toalete.             |
| Krapina‑Zagorje                          | 25,5 | Sveti Križ Začretje | OMV      | B   | Benzinărie cu combustibil Diesel și benzină, restaurant, cafenea și toalete. |
| Cantonul Zagreb                          | 44,0 | Jakovlje            | INA      | C   | Benzinărie cu combustibil Diesel și benzină, cafenea și toalete.             |
| 1.000 mi = 1.609 km; 1.000 km = 0.621 mi |      |                     |          |     |                                                                              |